# Lola Montez
(A. Schopenhauer su Lola Montez)
Lola Montez, pseudonimo di Eliza Rosanna Gilbert (Grange, 17 febbraio 1821 – New York, 17 gennaio 1861), è stata una danzatrice, attrice teatrale e avventuriera irlandese, divenuta famosa per essere stata l'amante del re Ludovico I di Baviera.

## Biografia
Nacque a Grange, nella contea di Sligo: così come per molti altri aspetti della sua vita, sulla sua nascita esistono versioni differenti; l'affermazione (sostenuta fra l'altro anche dall'Encyclopædia Britannica) che ella nacque a Limerick, in Irlanda, nel 1818, sarebbe sbagliata. Nel 1823 i Gilbert lasciarono l'Irlanda per l'India, ma poco dopo il loro arrivo il padre di Eliza morì di colera. La madre si risposò l'anno seguente e rimandò la ragazzina in Gran Bretagna perché venisse affidata ad alcuni parenti del patrigno.
Nel 1837 Eliza, allora sedicenne, scappò da casa con il luogotenente Thomas James. La coppia si sposò, ma cinque anni dopo i due si separarono. Eliza intraprese allora la carriera di ballerina; il suo debutto londinese nel giugno 1843 come Lola Montez, la ballerina spagnola fu rovinato quando venne riconosciuta come la signora James. Ma l'improvvisa notorietà che ne seguì non pregiudicò la sua carriera ed ella divenne presto famosa a livello europeo sia per la particolare danza da lei creata, la "danza della tarantola", sia per la sua espressione «Qualsiasi cosa Lola voglia, la ottiene». Fra i suoi numerosi amanti vi furono Franz Liszt ed Alexandre Dumas figlio. Liszt la introdusse nel circolo di George Sand, uno dei più sofisticati della società europea.
Nel 1846 Lola arrivò a Monaco, dove ben presto fu notata dal re Ludovico I, che ne fece la sua amante. Egli la nominò contessa di Landsfeld il giorno del suo compleanno, il 25 agosto 1847. Gli eccessi di lei e la pesante influenza che cominciava ad avere sul sovrano causarono però il malcontento dei bavaresi, che l'anno seguente costrinsero Ludovico ad abdicare, mentre Lola dovette fuggire negli Stati Uniti. Dal 1851 al 1853 Lola si esibì come ballerina e attrice sulla costa orientale degli Stati Uniti, quindi si spostò a San Francisco nel maggio 1853. Qui sposò in luglio Patrick Hull e in agosto i due si trasferirono a Grass Valley, in California. Successivamente Lola si spostò nello stato del Victoria, in Australia, per tentare di fare fortuna, intrattenendo i minatori ivi accorsi durante la corsa all'oro degli anni cinquanta dell''800.
Lo storico Michael Cannon scrisse:
(Melbourne After the Gold Rush, pp. 313-314)
Lola rimase nel Victoria circa quattro anni. A Castlemaine, nell'aprile 1856, le venne "selvaggiamente" richiesto un bis della sua "danza del ragno" da un pubblico di 400 minatori (compresi i membri del consiglio municipale, che avevano in precedenza aggiornato la loro seduta per assistere allo spettacolo), ma la Montez scatenò l'ira dei presenti insultandoli a causa dei loro rumoreggiamenti. Si guadagnò ulteriore notorietà a Ballarat quando, dopo aver letto la stroncatura di un suo spettacolo sul The Ballarat Times, inseguì il redattore, Henry Seekamp, con una frusta. La Lola Montez Polka, composta da Albert Denning, si ispira proprio a questo fatto.
In seguito si trasferì a New York, dove il 30 giugno 1860 subì un colpo apoplettico, rimanendo parzialmente paralizzata per qualche tempo. A metà dicembre, sebbene camminasse claudicando leggermente, sembrava abbastanza ristabilita da uscire per una passeggiata nonostante il freddo, ma contrasse la polmonite, e dopo circa un mese di malattia morì, non ancora quarantenne. È sepolta nel Green-Wood Cemetery, a Brooklyn, New York.

## Lola Montez nella cultura di massa
- L'attrice Cecil Spooner interpretò il personaggio di Lola Montez sia a teatro (nel 1907, nel lavoro teatrale The Dancer and the King di Charles E. Blaney e J. Searle Dawley) che sullo schermo (nel film del 1914 The Dancer and the King diretto da Étienne Arnaud).
- Nel 1922 uscì in Germania Lola Montez, die Tänzerin des Königs, un film diretto da Willi Wolff con Ellen Richter.
- Un episodio immaginario del suo periodo americano è oggetto del film del 1948 Dietro la maschera (Black Bart), diretto da George Sherman.
- La vita della Montez è stata narrata nel film Lola Montès di Max Ophüls (Francia/Germania 1955), con Martine Carol nel ruolo di Lola e Anton Walbrook in quello di Ludovico I.
- La Montez appare inoltre nel romanzo Royal Flash, secondo volume della serie Flashman Papers di George MacDonald Frasier, dove ha una breve relazione col protagonista, Harry Paget Flashman.
- La figura di Lola Montez è citata anche nel libro di Isabel Allende, La figlia della fortuna, nel romanzo di Thomas Mann I Buddenbrook. Decadenza di una famiglia e nel saggio di Benedetto Croce Poesia antica e moderna.
- Viene inoltre citata all'interno del romanzo di padre Antonio Bresciani L'ebreo di Verona (1846-1849)[1]. Scritto tra il 1850 ed il 1851, il romanzo del gesuita presenta Lola Motez come una figura femminile negativa che ha usato le sue "doti" di ballerina per elevarsi socialmente e sviluppare così un culto sulla sua persona, definendola quindi una semplice prostituta.
- Nel 2013 il gruppo danese dei Volbeat le dedica una canzone, dal titolo Lola Montez, all'interno dell'album Outlaw Gentleman & Shady Ladies.

## Curiosità
- Il 18 gennaio 1999, intervistata da Larry King per l’emittente CNN, la performance artist italoamericana Madonna dichiarò la sua ammirazione per Lola Montez, tanto da aver dato il soprannome “Lola” alla figlia primogenita Lourdes Leon. Lourdes nella sua carriera di modella e sui principali social media personali viene infatti accreditata come Lola Léon.